# 瑞穂町 (横浜市)
瑞穂町（みずほちょう）は、横浜市神奈川区の町名。丁番を持たない単独町名である。住居表示未実施。

## 地理
面積は0.340km²、人口は0人である。
神奈川区東部の臨海部に位置する。鈴繁町に隣接し瑞穂ふ頭を構成する。町内には在日米軍施設である横浜ノース・ドックが存在している。鈴繁町と同じく、関係者以外の立ち入りは禁止されている。

## 歴史
- 1925年：瑞穂ふ頭着工
- 1936年5月10日：瑞穂町設置[7]
- 1945年：瑞穂ふ頭完成
- 1952年4月28日：サンフランシスコ平和条約発効。日本からの提供施設として米軍が使用開始する[6]。
- 1996年7月20日：埋立地を編入[8]

## 交通
2014年1月現在、町内に乗り入れる鉄道路線・バス路線は存在しない。
2013年3月までは横浜市営バス46系統が瑞穂岸壁行として一般人の乗降は不可能だったものの乗り入れていた。

## その他

### 日本郵便
- 郵便番号 : 221-0034[3]（集配局：神奈川郵便局[9]）

### 警察
町内の警察の管轄区域は以下の通りである。
| 番・番地等 | 警察署         |
| ---------- | -------------- |
| 全域       | 横浜水上警察署 |